# Skånes Radio Mercur
Skånes Radio Mercur var Sveriges första kommersiella radiostation enligt amerikanskt mönster. Stationen, skapad av Nils-Eric Svensson (med smeknamnet NES), startade sina sändningar söndagen den 14 december 1958.  NES, då 22 år gammal, från Landskrona, hade efter film- och TV-studier i USA och ett 18 dagar kort gästspel hos Sveriges Radio-TV i Stockholm återvänt till Skåne där han frilansade på Kvällsposten som fotograf samt skribent av en Hollywoodspalt för lördagstidningen.

## Starten
Staffan Heimerson, stjärnjournalisten, ringde en dag i augusti 1958 till NES och frågade om han ville följa med på ett "knäck" i Köpenhamn. Heimerson skulle intervjua silvergrossisten Ib Fogh, finansiären av danska Radio Mercur. Vid mötet med Ib Fogh blev Heimerson utkastad då han lite för bryskt pressade Fogh i vilket land fartyget Cheeta var flaggat.
NES blev kvar, och Fogh undrade vem han var. NES berättade om sina studier i USA och under samtalet frågade han om han kunde starta svenska sändningar på de tider Radio Mercur har sändningsuppehåll. De skakade hand, och först efter provsändningar den 12 november 1958 tecknades ett skriftligt avtal mellan Nils-Eric Svensson och Internationale Mercur Anstalt, vilket Tidningarna Telegrambyrå (TT) informerade via Telex.

Ett aktiebolag med namnet Skånes Radio Mercur bildades, den 3 december 1958 publicerades detta med en kungörelse i dagstidningarna.

Sverige hade då två radiochefer, Olof Rydbeck på Sveriges Radio och Nils-Eric Svensson på Skånes Radio Mercur.

### Förutsättning
En viktig förutsättning vid tillkomsten av Skånes Radio Mercur var den danska Radio Mercur, Skandinaviens första professionella kommersiella radiostation. Personerna bakom Radio Mercur upptäckte den lucka i lagen som gjorde det möjligt att kringgå den monopolsituation som rådde inom rundradioverksamheten i de flesta europeiska länder.
Monopolsituationen innebar att det var olagligt för andra än det av staten godkända företaget att sända radioprogram. Lagstiftningen gällde dock endast för sändningar inom det egna landets gränser. Genom att placera radiosändaren på ett fartyg, förankrat utanför ett lands territorialgräns, kan sändningarna riktas in mot landet. Fartyget var också tvunget att vara registrerat i ett land som inte var med i Internationella Teleunionen.
Danska Radio Mercur inledde sina sändningar i augusti 1958 från ett litet fartyg, M/S Cheeta, som ankrats upp i Öresund, på internationellt farvatten, mellan Köpenhamn och Landskrona. Radion fick omedelbart namnet "Piratradio" av dansk press.

## Kontakt med mediebolagen
Då NES kontaktade de stora mediebolagen för att sälja in reklam för Skånes Radio Mercur stötte han på motstånd direkt.
- Tidningsutgivareföreningen rekommenderade sina medlemmar att inte skriva om Skånes Radio Mercur. Motiveringen var att man trodde radioreklam skulle bli en allvarlig konkurrent om annonsintäkterna. [6]

- GLF, Grammofonleverantörernas förening skickade ett brev, via sin advokat, som förbjöd Skånes Radio Mercur att spela deras skivor. Motivet för GLF var att det fanns stor risk att grammofonförsäljningen kunde minska om deras skivor spelades i radio. [7]

- Annonsbyråerna såg också ett hot då man befarade att annonsintäkter rent allmänt kunde minska.

Dessa tre motgångar var inte vad NES hade räknat med. Dock, efter en tid och efter flera övertalningsförsök från NES, trotsade ett litet grammofonbolag, Sonet, förbudet.
Då grammofonbolagen noterade att försäljningen av Sonets skivor ökade markant, ändrade de efter hand sin inställning och började skicka både skivor och artister för intervjuer. Inom kort köpte grammofonbolag sändningstid och producerade egna program. Program med titlar som "Lyssna med Luxor", "Cloettas önskeprogram",  "Metronome Topp Tio"  och "Cupolnytt", är några exempel. Ett av de större företagen som skrev avtal med Skånes Radio Mercur var Coca-Cola, i deras program kunde lyssnarna vinna upp till tre månader gratis Coca-Cola.  Även Kafferosteriet Gevalia skrev avtal om reklamtid.

## Första studion
Den allra första studion sattes provisoriskt upp i ett vindsutrymme i en villa tillhörande NES moster. Adressen var Fältgatan 2 i Landskrona. Studion var enkel och bestod av en mikrofon, en mixer byggd av radioteknikern Stig Anderberg, en skivspelare och en rullbandspelare. Filtar hängdes upp längs väggarna för dämpande akustik. I december 1958 beställdes en ny dansk LYREC rullbandspelare av modellen TR2 tillsammans med en förstärkare LYREC AR2 . Denna användes inledningsvis även som reportagebandspelare.

### Medarbetare
Personalstyrkan utökades när Jerry Katz värvades från danska Radio Mercur som studiochef. Programledaren Ivo Grenz (blev nyhetsankare på SVT:s Aktuellt) anställdes i december 1958 följd av Lennart Atterling (senare på Radio Nord), som också studerat kommersiell radio i USA. Ljudteknikerna Mats Lindgren (som även är diskjockey)  och Kenneth Andersson värvades till radiostationen. 

## Sändningsstart
Startdatum för sändningar mot Sverige blev söndagen den 14 december 1958. Sändningen hade tidigare spelats in på rullband i studion i Landskrona och hade dagarna innan skickats ut till Cheeta med fiskebåt.

### Sändningstider
Sändningstiderna var 
- Måndag till fredag kl. 11:00 - 14:00
- Lördag och söndag kl. 12:00 - 15:00

Helgtiderna utökades senare till
- Lördagar kl. 12:00 - 16:00
- Söndagar kl. 12:00 - 16:30

I januari 1961, när den nya båten M/S Cheeta Mercur II togs i drift av Radio Mercur utökades sändningstiderna
- Måndag till fredag kl. 06:00 - 24:00
- Lördagar kl. 06:00 - 01:00
- Söndagar kl. 09:00 - 24:00.

### Programformat
Skånes Radio Mercur sände olika typer av musik, bl.a. jazz, schlager, pop- och rockmusik, dansmusik och konserter, önskeprogram och tävlingar blandat med olika reklaminslag under programtitlarna Önskeprogrammet, Nöjesrevyn, Klubb Mercur, Husmorstimmen, Sagostunden, Frukosttimman och Vi vänder plattor.

### Ekonomi
Skånes Radio Mercur hade det svårt ekonomiskt i början. Reklamradio var ett okänt begrepp och inte ens reklambyråerna vågade prova på det nya mediet trots att radion hade 80 procent av alla lyssnare i större delen av Skåne och kunde erbjuda en rekordlåg kontaktkostnad för annonsörerna. Reklambyråernas inställning gjorde det därför inledningsvis svårt att få de stora annonsörerna att köpa annonstid, trots att erfarenheterna från radioreklam i USA var goda. Då Skånes Radio Mercur sände på FM-bandet vilket var relativt nytt, ökade försäljningen av FM-radioapparater och FM-antenner markant. "Kan den här radion ta in Skånes Radio" är den vanligaste frågan i radioaffärerna. 

Sändaravgiften till danska Radio Mercur var på 6 000 kr per månad , vilket motsvarar ca 94 000 kr i dagens (2025) penningvärde 

### Tullen beslagtar banden
Ett stort bakslag inträffade när NES var nere i Barsebäcks hamn och lämnade över de inspelade rullbanden till fiskebåten som skulle transportera dessa till fartyget Cheeta. Tullverket prejade fiskebåten och beslagtog rullbanden. Då Cheeta är registrerad i Panama krävdes exportlicens och tulldeklaration på varor som levererades dit. Dessa dokument fanns inte och banden räknades då som smuggelgods. NES blev kallad till förhör, men tullåklagaren tyckte inte att situationen var så allvarlig och det stannade vid en varning. Kravet för denna varning var att i fortsättningen göra en tulldeklaration innan banden fraktades ut till Cheeta. En exportlicens införskaffas omgående och banden kunde i fortsättningen levereras till Cheeta utan problem. Pressen tyckte detta var en lustig historia, och tidningen Bildjournalen hade en stor rubrik: "Nu smugglas Little Gerhard ut ur landet!" 

## Ny studio och kontor
I februari 1959 byggdes en ny studio med kontor på Norra Infartsgatan 55A i Landskrona. Lokalen, i källarplan, var på ca 70 kvadratmeter. Detta bekostades helt av annonsintäkter och den byggdes som en riktig inspelningsstudio.

I september 1959 anställdes Britt Wadner som provisionsbaserad säljare, i oktober samma år anställdes hennes son K.G. Alfe.

## Flytten till Malmö
Malmö var vid den här tidpunkten en växande stad med en befolkning på ca 229 000 invånare.  NES insåg att det var här man ville bedriva verksamheten, nära lyssnarna och de större annonsörerna. Den 1 juni 1960 flyttade därför Skånes Radio Mercur till Malmö och Kalendegatan 18.
Lägenheten, belägen på tredje våningen, var på ca 250 kvadratmeter, med ett flertal rum, ett kök och en väl tilltagen vind. Här byggdes det tre olika studior, kallade A, B och C. A-studion var huvudstudion, där installeras två stycken Garrard-skivspelare, en Ampex-bandspelare och Lyrec-bandspelaren. B-studion inreddes i den lilla pigkammaren, C-studion uppe på vinden fungerade som reservstudio. Sändningstiderna ökade efterhand och intresset från annonsörerna blev alltmer positivt. Ökade annonsintäkter gjorde det möjligt att expandera och ekonomin förbättrades. År 1961 köpte danska Radio Mercur ett större fartyg som döptes till  M/S Cheeta Mercur II.  Fartyget kom från Norge och dess ursprungliga namn var M/S Mosken. M/S Cheeta Mercur II utrustades med två sändare och sändarmaster vilket gjorde att både danska Radio Mercur och Skånes Radio Mercur samtidigt kunde sända dygnet runt.

Mer personal anställdes, bl.a. Ragnar Landerholm 

## Popularitet
Skånes Radio Mercur var först i Sverige med lyssnarvalda topplistor, Program som "Topp Tio" och "Topp 20" var sådana programexempel. Denna typ av program fick tusentals brev varje vecka. Genom annonsörerna kunde lyssnarna vinna produkter som tårtor, porträttfotografering och grammofonskivor. Brevskörden till Skånes Radio Mercur hade en egen postsäck hos Postverket med 400–500 brev dagligen. Vissa veckor uppgick brevskörden till mer än 4 000 brev.
I en tävling anordnad av en annonsör skulle lyssnare ringa in sitt tävlingssvar. Detta fick telefonnätet i Malmö att slås ut p.g.a. överbelastning varför man upphörde med denna typ av tävling.
En av Sveriges Radios mest populära röster var Pekka Langer med programmet Natttuppen (ja, med tre 't'). Pekka Langer lockades till Skånes Radio Mercur trots Sveriges Radios arga protester. Hans program i Skånes Radio Mercur blev otroligt populära. Program som "Pekkas Timme" och "Republiken Skåne" var de mest populära. Pekka utsåg också Hedersmedborgare i Republiken Skåne och de fick ett Medborgarbevis. Pekkas program spelades in både i Stockholm och i studion i Landskrona. Endast vid ett tillfälle besökte Pekka sändningsfartyget ute i Öresund. Pekka bodde granne med den kommersiella radions främsta motståndare, kommunikationsminister Olof Palme.
Skånes Radio Mercur medverkade vid Svenska Försäljnings- och Reklamförbundets idékonferens i Stockholm 7-9 november 1960. Ett anförande hölls där radiostationen berättade om sina erfarenheter av reklamradio och vad de lärt sig under två års sändningar. En effekt av ökande TV-sändningar i Sverige blev reducering av annonspriserna under TV-tid.

### Lyssnarsiffror och täckningsområde
Skånes Radio Mercur använde sig av Tidningsstatistik AB:s karta över tidningsområden  för att utvärdera sin marknad.

I en utsändning från februari 1959 hörs bl.a följande: 

Skånes Radio Mercur täcker i grova drag tidningsområde 1, 2 och 4 och 50% av tidningsområde 5 och 6.

Programmen kan även avlyssnas i de övriga skånska tidningsområdena, ljudkvaliteten varierar med de geografiska förhållandena.

Med intervjuer och svarsbrev som bedömningsgrund har lyssnarfrekvensen ungefärligt beräknats till mellan 50 000 och 80 000 personer på vardagarna och den dubbla siffran på söndagarna.

Till Mercurtävlingen söndagen den 8/2 insändes 1 675 brevsvar. Deltagarna var Coca-Cola och tävlingspriserna utgjordes av ett par månaders försörjning av Coca-Cola för en familj.

Mercurtävlingen är Skånes Radio's populäraste program och samlar ca 50 000 husmödrar vid radioapparaterna varje dag mellan kl 12:30 och 13.

Tidningsområdena var: 1 Malmö, 2 Trelleborg, 3 Ystad, 4 Hörby och 5-6 Helsingborg 

### Exempel på reklam
Följande exempel är reklam från Skånes Radio Mercur.

"Allt i ett - hos Lafayette" - Reklam för en hårsalong.

"Ska ni resa bort i påsk? Vill ni ha trevlig sällskap på resan? Hör med Luxor" - Luxor är en stor annonsör

"Tänker ni köpa transistorradio i år? Lägg då Luxor Maxim på minnet. Tala med er radiohandlare om Luxor Maxim. Reseradio med FM"

"Vill ni resa med Luxor till Luxor? Då ska ni vara med i Luxors verkligt trevliga vårtävling, där förstapris är en resa till faraonernas Egypten"

"Vill ni bli så där tjusigt Riviera-brun? Med Riviera-Tan, sommarens solspray, upplever ni det angenämaste solbadet"

"Alla går till Rosanders skor"

## Det politiska motståndet mot kommersiell radio
Den svenska regeringen och monopolradion var givetvis motståndare till Skånes Radio Mercur. Politiska försök att stoppa utsändningar misslyckades då sändarfartyget var registrerat i ett land som inte är medlem av ITU. Regeringen, med främst kommunikationsminister Gösta Skoglund och Olof Palme i spetsen, föreslog ändringar i lagen som flera år senare kom att göra det omöjligt att fortsätta med denna form av utsändningar.   

## NES lämnar Skånes Radio Mercur
I september 1961 beslöt Nils-Eric Svensson att dra sig ur radioverksamheten för att flytta till USA och fortsätta studierna, Skånes Radio Mercur såldes till Britt Wadner.

Ett avtal signerades av Britt Wadner där hon förband sig att skicka fyrahundra dollar varje månad till NES mot att NES skickade färdigproducerade program på band till Skånes Radio Mercur. Britt Wadner betalade aldrig några pengar till NES, trots att NES fullföljde avtalet med att skicka banden. 

Åtta månader senare lyckades NES advokat, Claes Munck af Rosenschöld, övertala Britt Wadner att köpa, och betala, för NES aktier i bolaget. 
Britt Wadner drev företaget och radiostationen vidare med det inarbetade namnet Skånes Radio Mercur fram till den 6 mars 1962 då Radio Syd startades med det nya aktiebolaget AB Sydreklam.

## Bildgalleriet

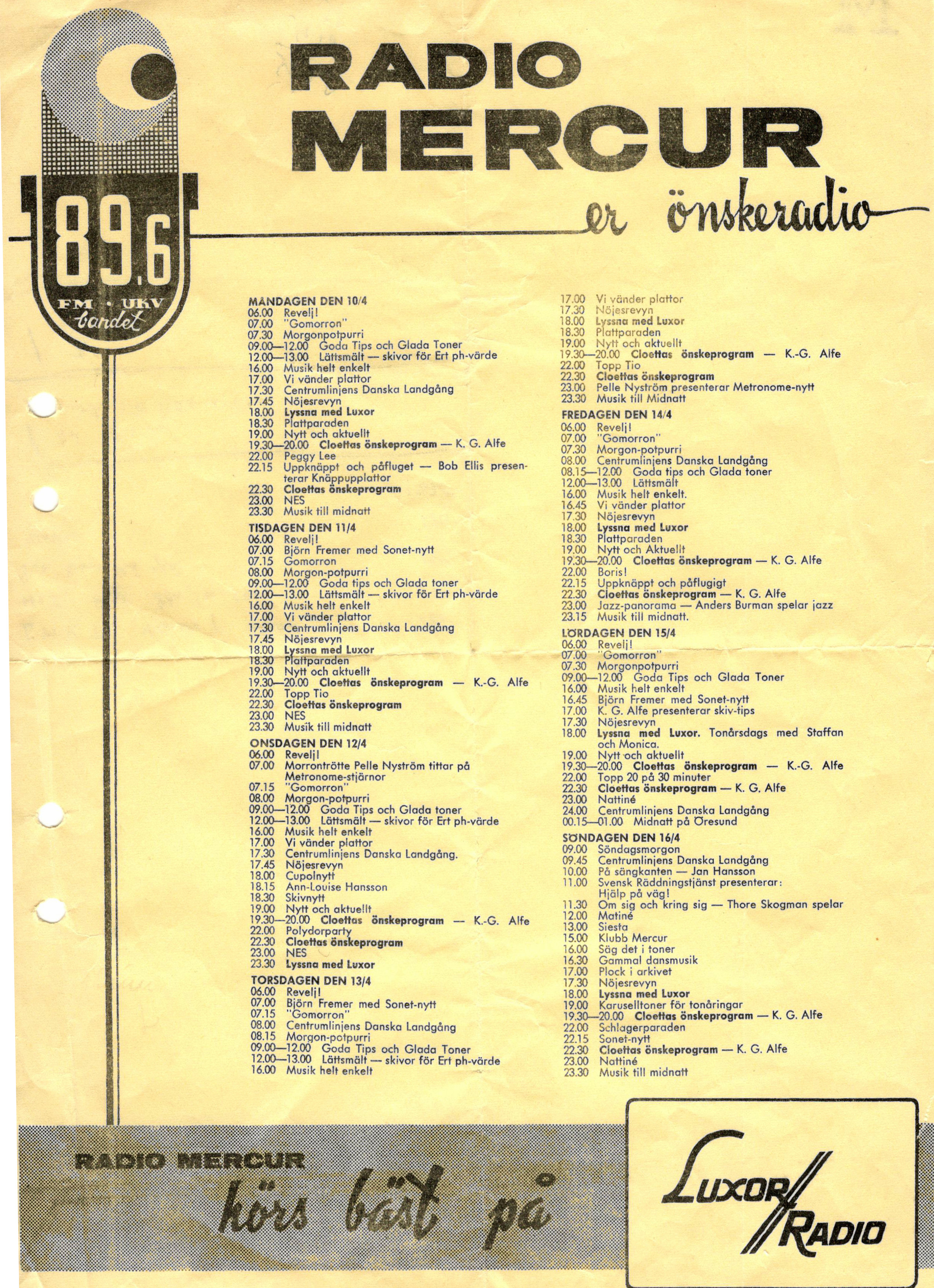
Programtablå 10 till 16 april 1961
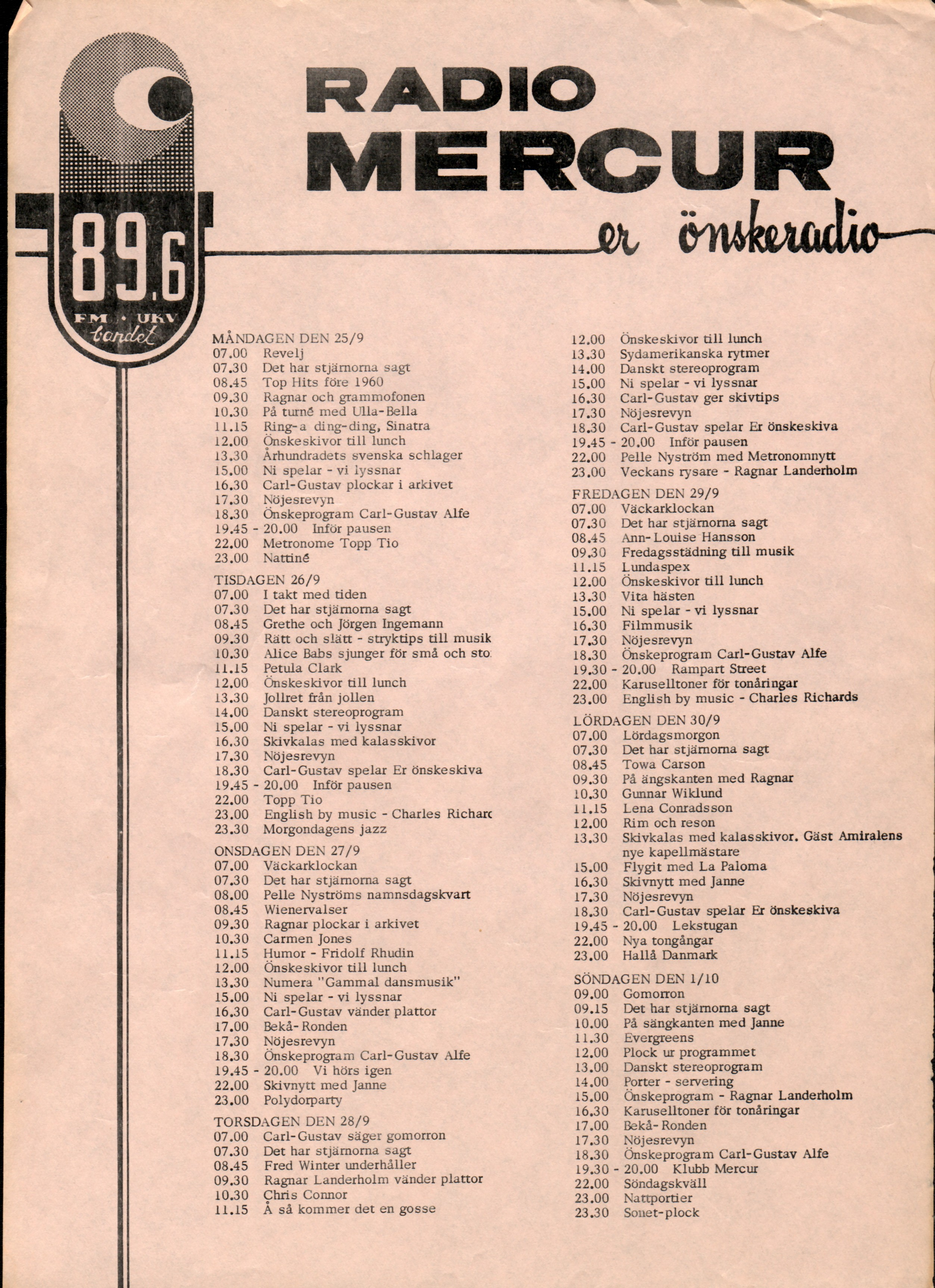
Programtablå 25 september till 1 oktober 1961
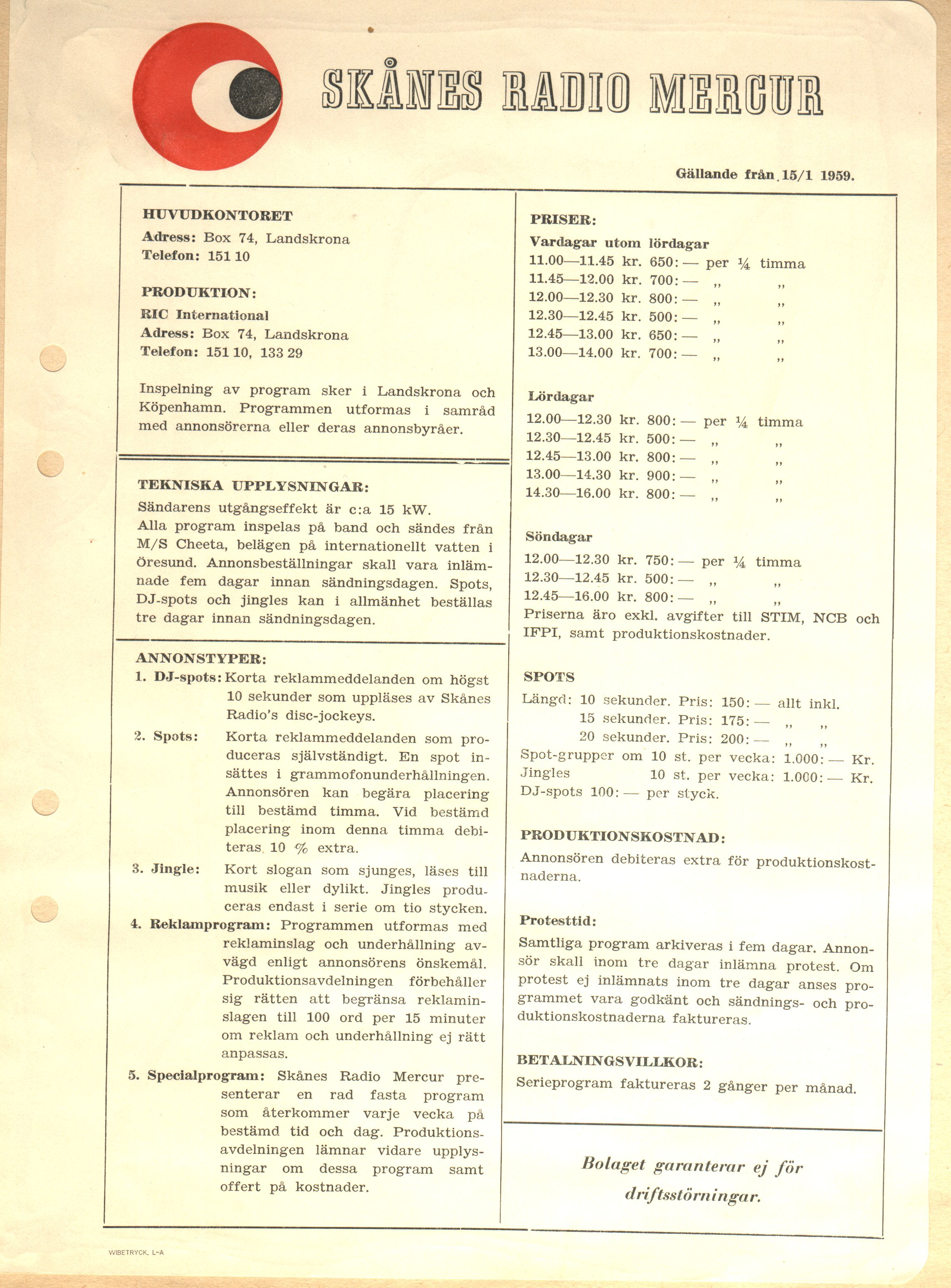
Prislista för reklaminslag Skånes Radio Mercur 1959
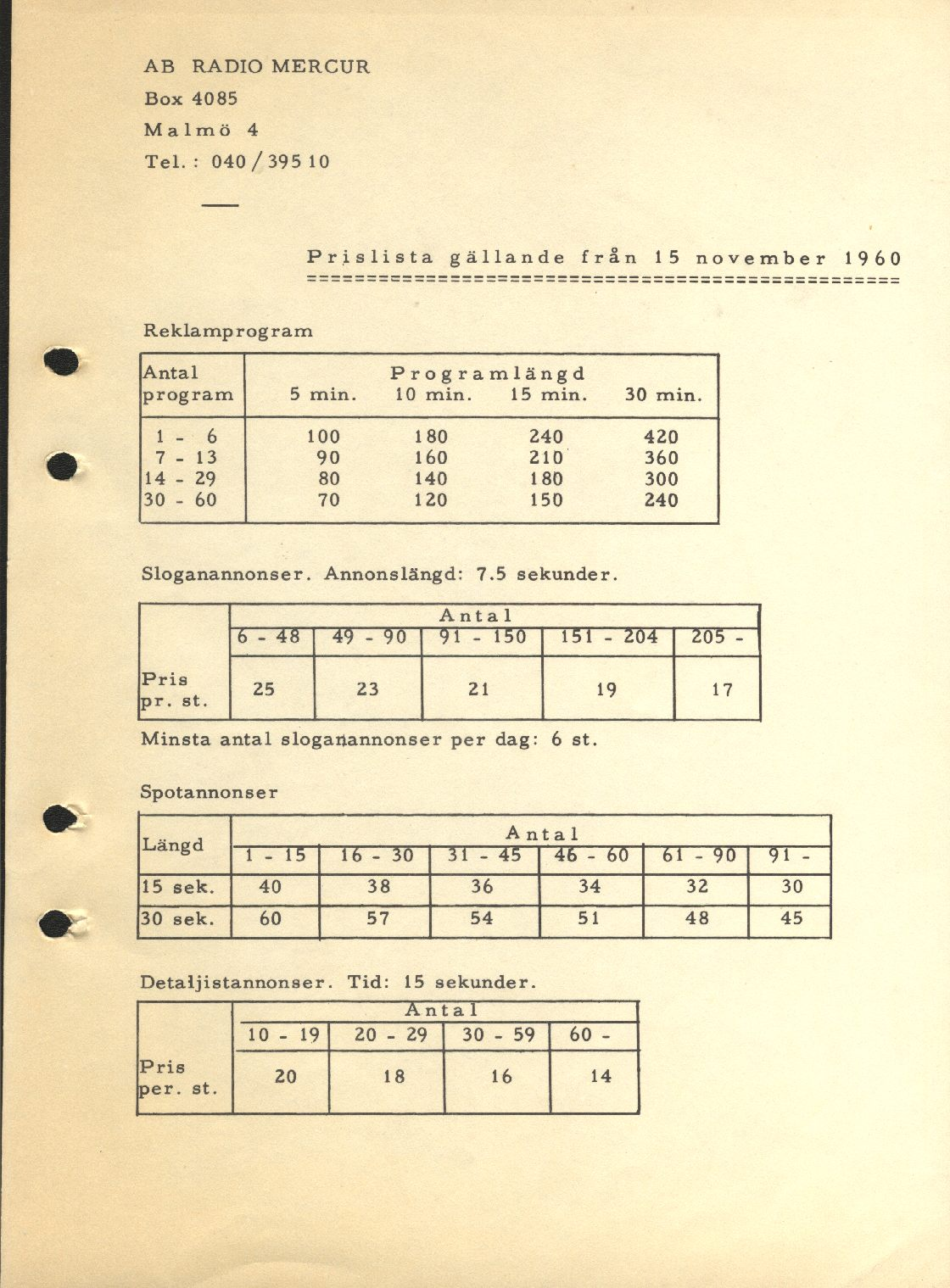
Prislista för reklaminslag Skånes Radio Mercur 1960
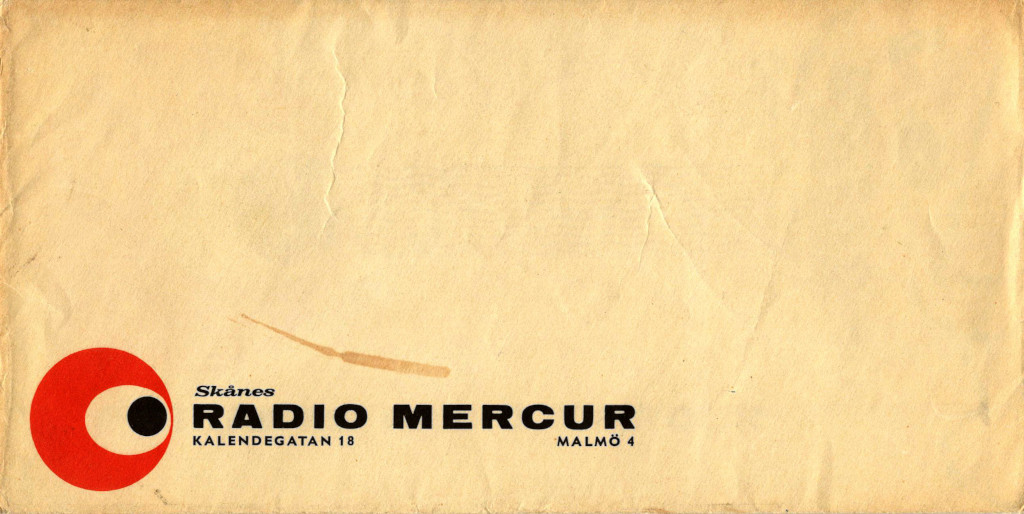
Kuvert från Skånes Radio Mercur, med adressen Kalendegatan 18
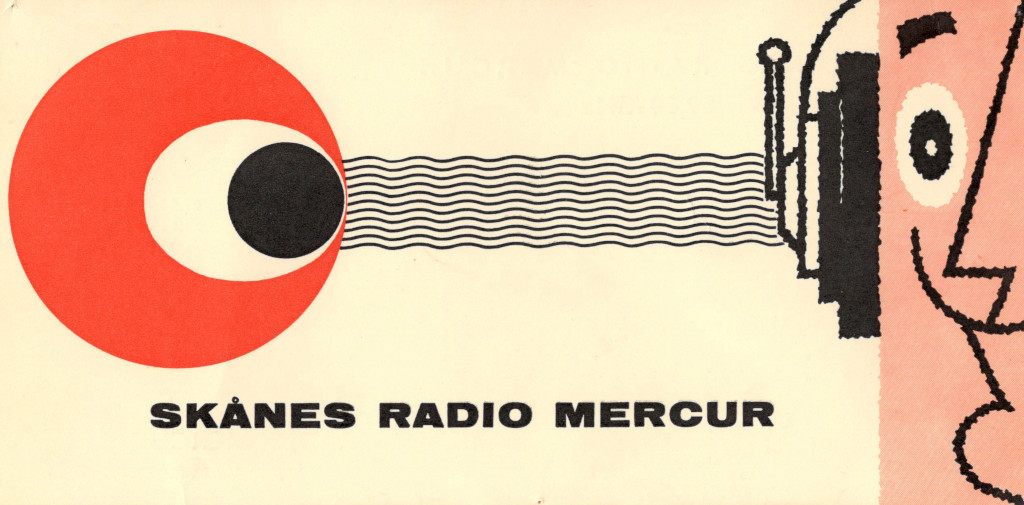
QSL-kort framsida
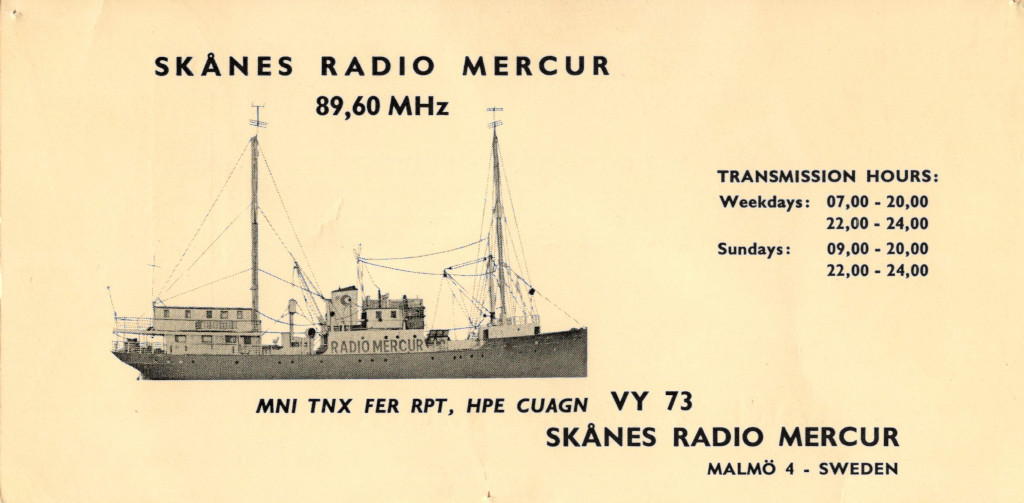
QSL-kort med Cheeta II
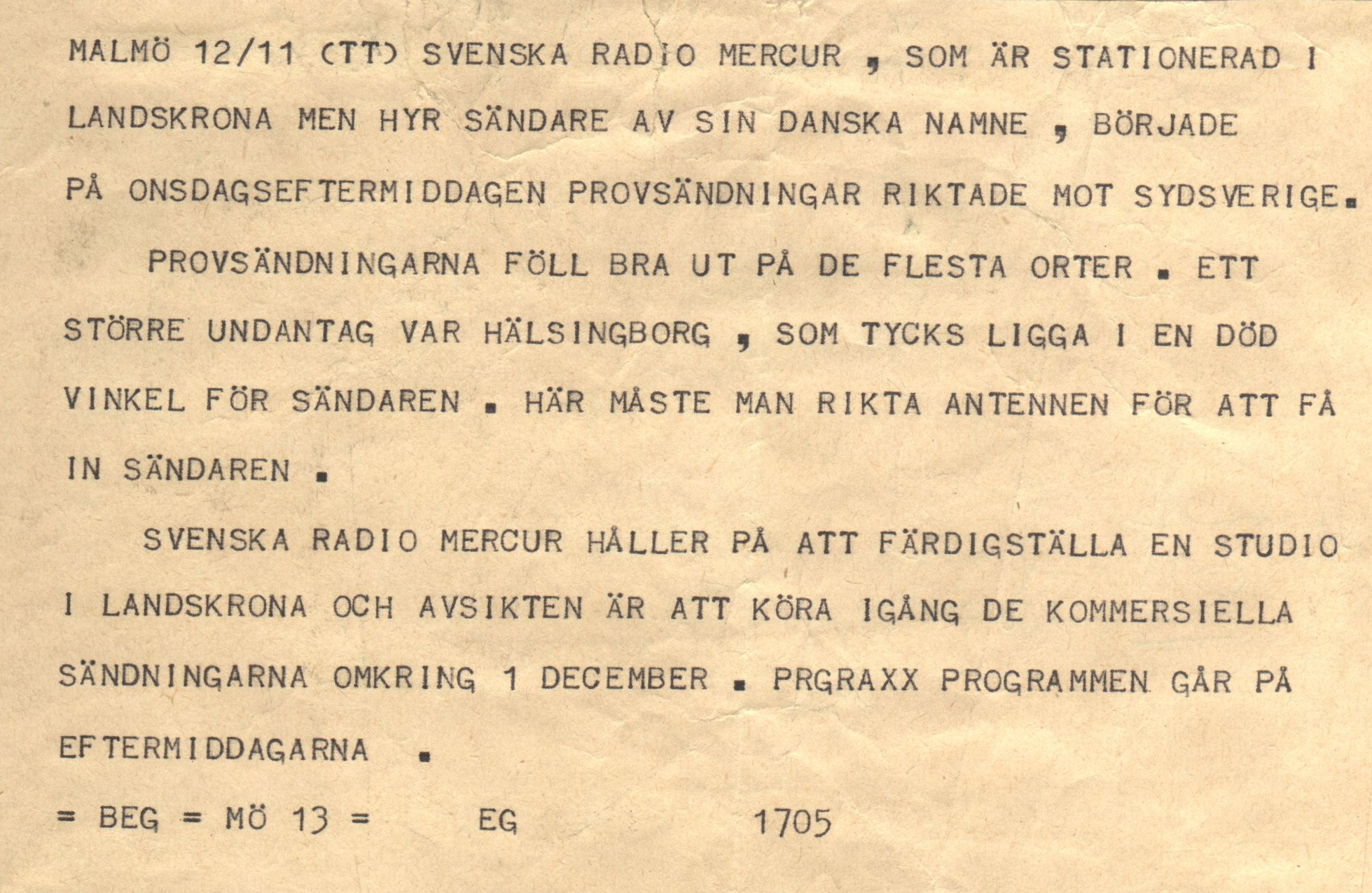
TT om provsändningar från Skånes Radio Mercur den 12 november 1958
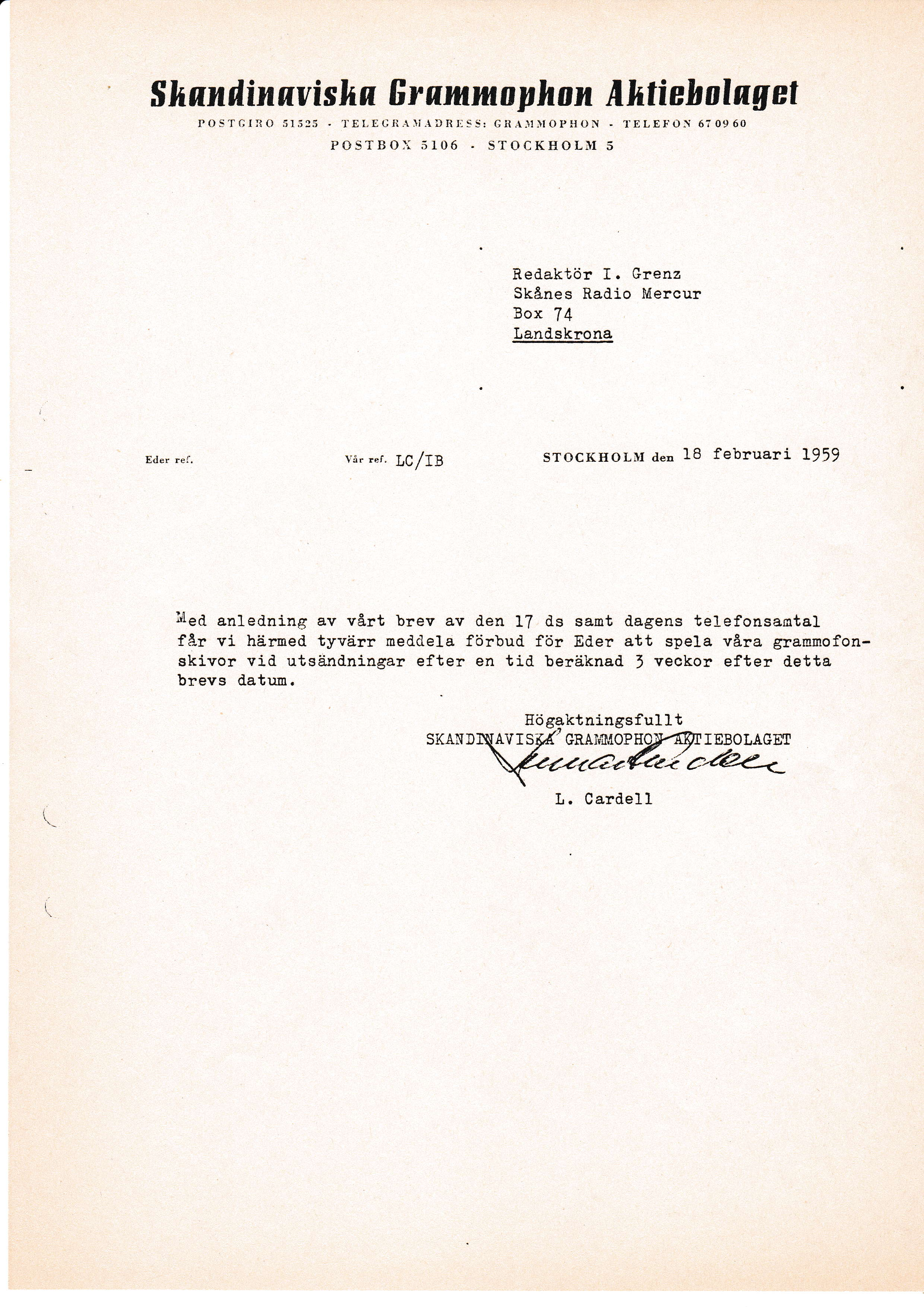
Brev om förbud att spela skivor från grammofonbolag
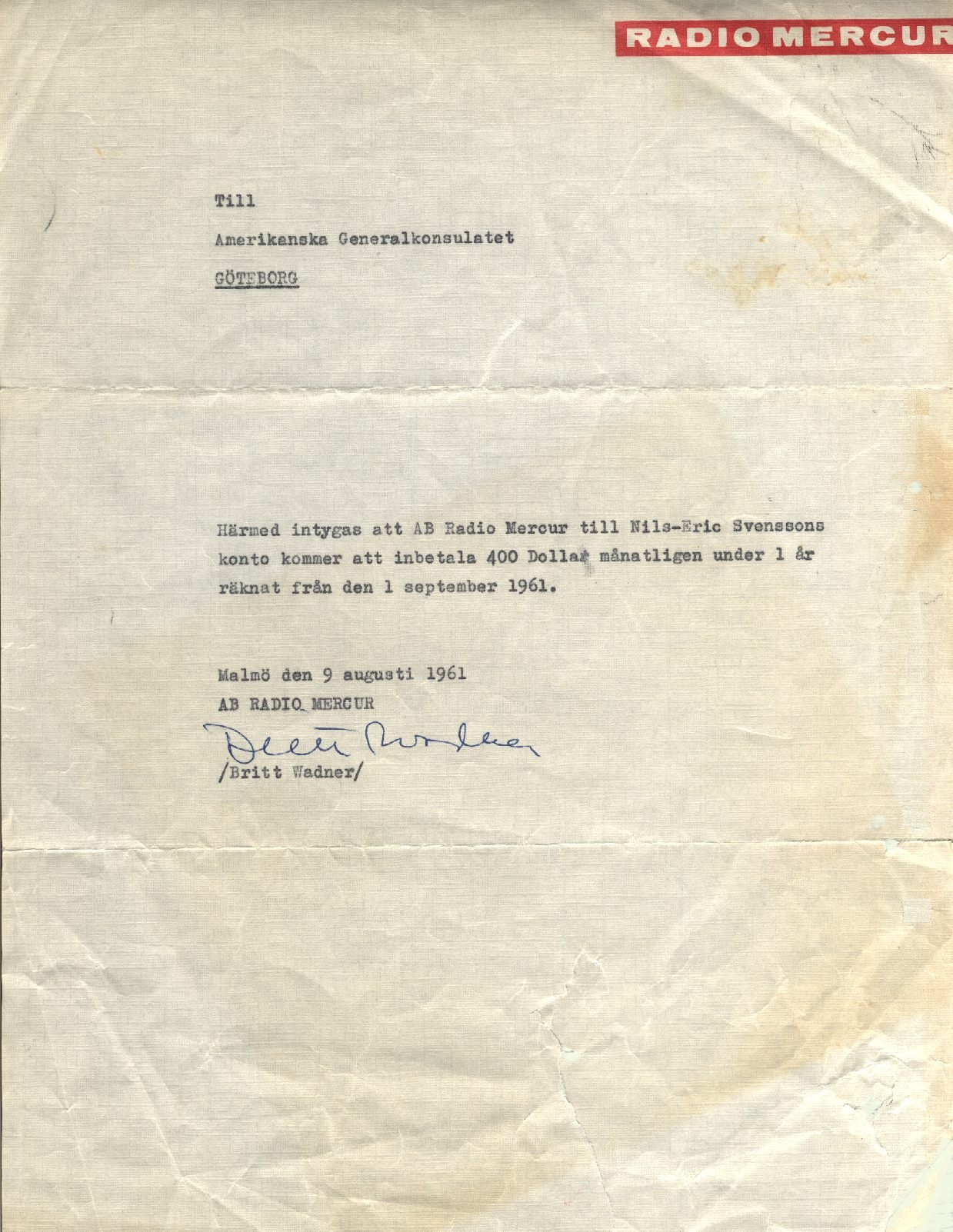
Signerat avtal mellan Britt Wadner och NES

## Externa källor
- Görans Radiosida om Radio Mercur, Skånes Radio Mercur, Radio Syd, DCR och Radio Nord
- Skånes Radio Mercur på Svenska Radioarkivet
- Intervju på YouTube med Nils-Eric Svensson av Maths Lindgren - mars 2023